# Вернер Кьорте
Фридріх Еміль Вернер Кьорте (нім. Friedrich Emil Werner Körte; нар.21 жовтня 1853, Берлін — пом. 3 грудня 1937, там само) — німецький лікар, один з провідних хірургів Німеччини.

## Біографія
Народився в родині таємного санітарного радника доктора Фридріха Кьорте (1818–1914).
Вивчав медицину в університетах Берліна, Бонна і Страсбурга. З 1974 по 1980 роки працював лікарем-асистентом у Страсбурзі й Берліні. Отримав ступінь доктора медицини у 1875 році в Страсбурзі.
Протягом 1899–1924 років — директор і завідувач хірургічним відділенням берлінської лікарні в Урбані. У 1896 році розробив кругову резекцію петлі кишки, а у 1898 році провів перше вдале розкриття абсцесу підшлункової залози.
У 1905 році відмовився від запрошення очолити кафедру в Кенігсберзькому університеті.
Понад 30 років був редактором журналу «Архів клінічної хірургії» (нім. Archiv fur klinische Chirurgie). Обирався секретарем, а з 1930 року — почесним головою Німецького товариства хірургів.
Наукові праці присвячені легеневій та військово-польовій хірургії, хірургії жовчних шляхів і печінки, підшлункової залози, апендициту, перитоніту.
Автор спогадів про Першу світову війну (1929).
У 1933 році удостоєний дворянського герба Німецької імперії.
Його ім'ям названо клінічний симптом в діагностиці гострого панкреатиту.

## Основні праці
- «Beitrag zur Lehre vom runden Magengeschwiir» (Diss., Strass-burg, 1875).
- «Die ehirurgischen Krankheiten und die Verletzungen des Pankreas» (Stuttgart, 1898).
- «Beitrage zur Chirurgie der Gal-lenwege und der Leber» (Berlin, 1905).
- Низка глав з хірургії черевної порожнини у «Hand-buch der praktischen Chirurgie», hrsg. v. E. Bergmann und P. Bruns, B. Ill, Stuttgart, 1907.
- «Die chirurgische Behandlung der acu-ten Pankreatitis» (Archiv f. klin. Chirurgie, B. XCVI, 1911).
- «Die Chirurgie des Perito-neums» (Stuttgart, 1927—Neue deutsche Chirurgie, hrsg. v. H. Kiittner, B. XXXIX, Stuttgart, 1927).